# Fahrplan für Zugmeldestellen
Ein Fahrplan für Zugmeldestellen (kurz: FfZ, früher auch Bahnhofsfahrordnung genannt) dient zur Planung von Gleisbelegungen in Knoten sowie der Unterrichtung der am Fahrdienst beteiligten Stellen.
Die Benutzung der im Fahrplan für Zugmeldestellen hinterlegten Gleise ist zugnummernscharf für den Fahrdienstleiter hinterlegt. Vom Fahrplan für Zugmeldestellen darf unter gewissen Umständen abgewichen werden. Er ist notwendig bei Zugmeldestellen mit mehr als einer Fahrmöglichkeit je Richtung. Darüber hinaus dient solch ein Fahrplan auch zur Eingabe in den Zuglenkplan eines Zuglenkrechners.

## Aufbau
Ein Fahrplan für Zugmeldestellen darf sowohl in tabellarischer Form als auch als bildliche Übersicht dargestellt werden. Für größere Zugmeldestellen hat sich eine bildliche Darstellung der Gleisbelegung bewährt. Die Züge sind in diesem chronologisch nach An- und Abfahrtszeiten angeordnet. Für jedes Betriebsführungsgleis gibt es in aller Regel eine senkrechte Linie. Auf den Linien werden – geordnet nach Gleisen – alle an- und abgehenden Zugfahrten inklusive Angabe der An-, Ab- und Durchfahrtszeiten dargestellt.

## Inhalt
Die Fahrdienstvorschrift legt die Inhalte des Fahrplans für Zugmeldestellen fest. Nachfolgende Angaben sind notwendig, um die alle am Fahrdienst beteiligten Stellen über den planmäßigen Betrieb zu informieren:
- Ankunftszeit
- Abfahrtszeit (Durchfahrtszeit)
- Zuggattung
- Zugnummer
- Gleisbezeichnung
- Fahrt des Zuges (von … nach …)

Ebenfalls sind regelmäßig wiederkehrende Rangierfahrten im Fahrplan für Zugmeldestellen hinterlegt, insbesondere, wenn diese bei der Planung des sonstigen Zugverkehrs zu berücksichtigen sind.

## Restriktionen
Bei der Erstellung eines Fahrplans für Zugmeldestellen müssen Restriktionen seitens der Sachbearbeiter beachtet werden. Für Reisezüge dürfen lediglich Zugfahrstraßen für Reisezüge verwendet werden. Güterzüge hingegen dürfen Fahrstraßen für Güter- oder Reisezüge planmäßig nutzen. Für Durchfahrten dürfen lediglich zur Durchfahrt vorgesehenen Zugfahrstraßen genutzt werden. Für durchfahrende Zugfahrten mit einer zulässigen Höchstgeschwindigkeit von mehr als 60 km/h sind Zugfahrstraßen zu nutzen, bei denen die Geschwindigkeit nicht eingeschränkt werden muss. Alternativ muss die bedingt durch einen Gleiswechsel entstehende Geschwindigkeitsbeschränkung vorsignalisiert werden.